# 真實中學
广州市荔湾区真实中学，又称广州市真光中学初中部实验校区，位於中国广州市荔湾区白鹤洞鹤翔路2号，是广州市的一所全日制公办初中。学校前身为国有企业广州钢铁集团旗下的广钢中学，2002年8月改为民办真光实验学校，2022年再度改为公办学校并入广州市真光中学。
学校现有教职工69人，高级教师职称及研究生学历以上教师14人，占20.27%。省级骨干教师、省级优秀教师3人，市级以上优秀教师8人，区级以上优秀教师15人，荔湾区首届品牌教师3人。